# Ignacio Saavedra
Ignacio Antonio Saavedra Pino (* 12. Januar 1999 in Santiago de Chile) ist ein chilenischer Fußballspieler. Der Mittelfeldspieler steht aktuell beim russischen Klub FK Sotschi unter Vertrag.

## Karriere

### Im Verein
Saavedra wurde in der Kommune Vitacura in der chilenischen Hauptstadt Santiago geboren und wuchs dort auf. Bereits im Alter von sechs Jahren begann er in den Nachwuchsmannschaften des CSD Colo-Colo mit dem Fußballspielen, wo er auch Kapitän war. Eigentlich wollte er im Alter von 13 Jahren mit dem Fußballspielen aufhören, wechselte jedoch daraufhin zum CD Universidad Católica, wo er neu motiviert wurde und alle weiteren Nachwuchsmannschaften durchlief. Sein Debüt in der Primera División gab er schließlich am 4. August 2018 beim 2:1-Sieg gegen den Everton de Viña del Mar, bei dem er sogar in der Startformation stand. Daraufhin wurde Saavedra sofort zum Stammspieler unter Trainer Beñat San José und kam in jedem verbleibenden Saisonspiel zum Einsatz, fast immer über die volle Distanz. Er war somit auch am Gewinn der Meisterschaft beteiligt.
In der Saison 2019 wurde er von Knieproblemen ausgebremst und musste operiert werden. Dennoch kam er zu einigen Einsätzen in der Liga und konnte beim 1:1-Unentschieden gegen Rosario Central sein Debüt in der Copa Libertadores feiern. In den Saisons 2020 und 2021 blieb Saavedra fester Stammspieler in der Mannschaft des CD Universidad Católica, am 31. Mai 2021 führte er sein Team beim 2:1-Sieg gegen den CD Cobresal sogar erstmals als Kapitän aufs Feld. In allen drei Jahren gelang ihm erneut der Gewinn der chilenischen Meisterschaft mit dem CD Universidad Católica. Auch in der Saison 2022 blieb er fester Stammspieler in der Defensive, allerdings konnte die Mannschaft nicht mehr an die Erfolge der Vorsaisons anknüpfen und beendete die Saison nur als sechster der Tabelle.
Im Januar 2024 wechselte Saavedra zum russischen Klub FK Sotschi.

### In der Nationalmannschaft
Saavedra war schon in der Jugend Bestandteil der Nachwuchsnationalmannschaften Chiles. So war er 2015 Stammspieler seiner Mannschaft bei der Heim-U-17-Weltmeisterschaft. 2018 wurde er in den Kader der chilenischen U-20-Nationalmannschaft für zwei Freundschaftsspiele gegen Brasilien berufen, bei einem konnte er sogar ein Tor erzielen. Mit der U20 nahm er den Südamerikaspielen teil und gewann die Goldmedaille. 2019 wurde er von Nationaltrainer Reinaldo Rueda für ein Trainingslager in den Kader der A-Nationalmannschaft berufen. Sein Debüt gab er am 27. März 2021 beim 2:1-Sieg gegen Bolivien unter Trainer Martín Lasarte, als er in der 88. Spielminute für Daniel González eingewechselt wurde. Nachdem er sonst keine Rolle in der Nationalmannschaft mehr gespielt hatte, kam er im Dezember 2021 bei Freundschaftsspielen gegen Mexiko und El Salvador erneut zum Einsatz.

## Erfolge
CD Universidad Católica 
- 4× Chilenischer Meister: 2018, 2019, 2020, 2021
- 3× Chilenischer Supercupsieger: 2019, 2020, 2021

Chile U20
- Südamerikaspielesieger: 2018